# スピーリンガ
スピーリンガ（イタリア語: Spilinga）は、イタリア共和国カラブリア州ヴィボ・ヴァレンツィア県にある、人口約1,500人の基礎自治体（コムーネ）。

## 地理

### 位置・広がり

#### 隣接コムーネ
隣接するコムーネは以下の通り。
- ドラーピア
- ヨッポロ
- リンバーディ
- ニコーテラ
- リカーディ
- ロンビオーロ
- ズングリ